# Port Lincoln
Port Lincoln est une ville d'Australie-Méridionale, à l'extrémité sud de la péninsule d'Eyre, au fond de la Boston Bay. Elle compte 14 704 habitants en 2006.

## Géographie
La ville est à 280 kilomètres en ligne droite de la capitale de l'État Adélaide, mais à 686 kilomètres par la route.

## Histoire

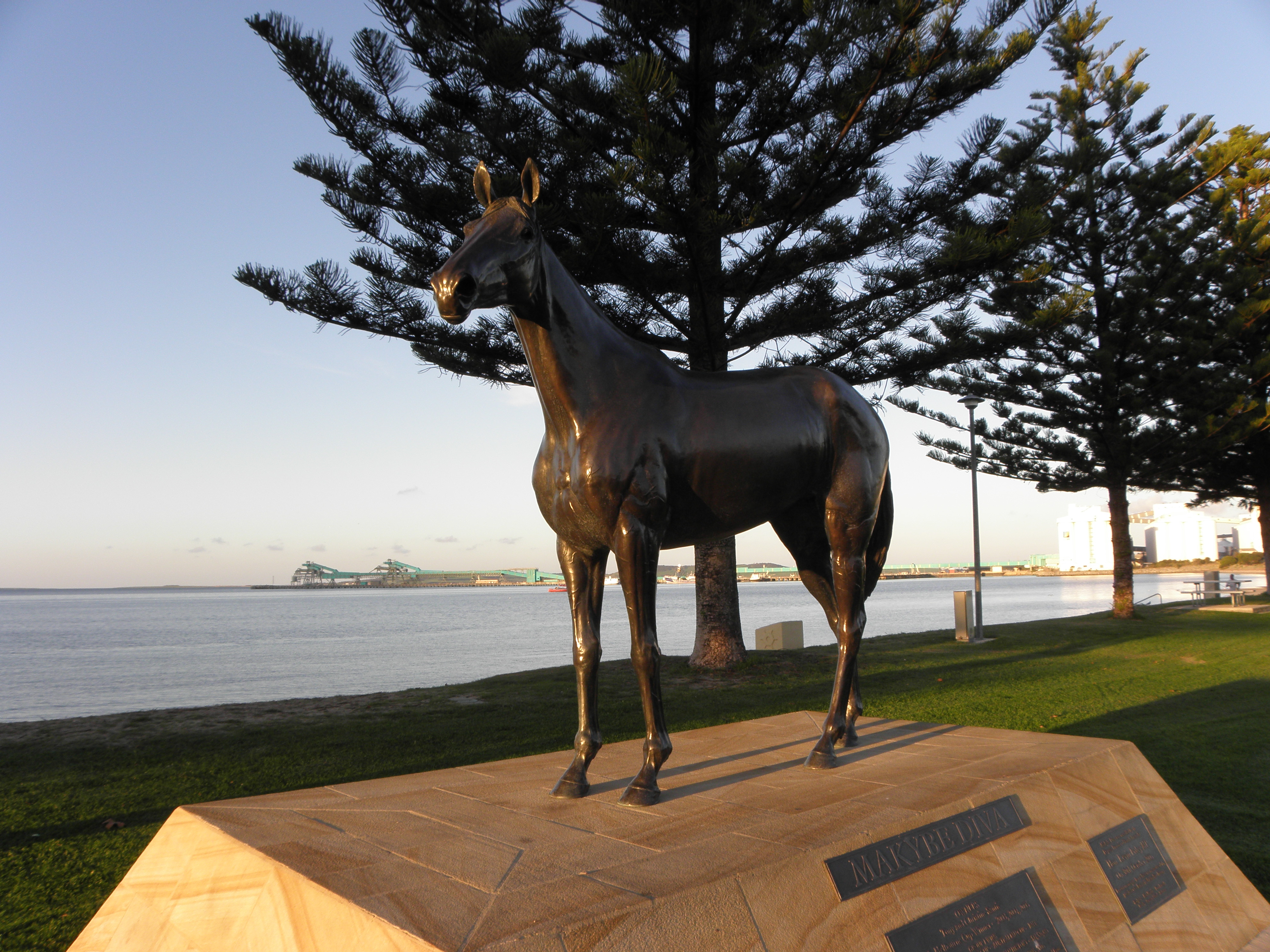
Statue de Makyba Diva à Port Lincoln.

Avant l'arrivée des européens en 1836, la région était occupée par la tribu des Parnkalla. Le nom autochtone original de Port Lincoln était Galinyala.
L'explorateur britannique Matthew Flinders découvrit l'emplacement actuel de la ville en février 1802. Du fait des qualités portuaires du lieu, il appela l'endroit Port Lincoln plutôt que Lincoln, le nom de la capitale du comté de Lincolnshire dont il était originaire. Il est à penser que c'est seulement l'absence d'eau douce en quantité suffisante qui empêcha la ville d'être capitale de l'État.

## Économie
L'économie de la ville est basée sur l'industrie céréalière, de la pêche avec les conserveries et l'élevage des thons, des moutons (viande et laine), des bovins. Le tourisme prend de plus en plus d'importance. La ville a aussi une prison où les prisonniers considérés non dangereux élèvent du bétail.
Port Lincoln possède un aéroport (code AITA : PLO).

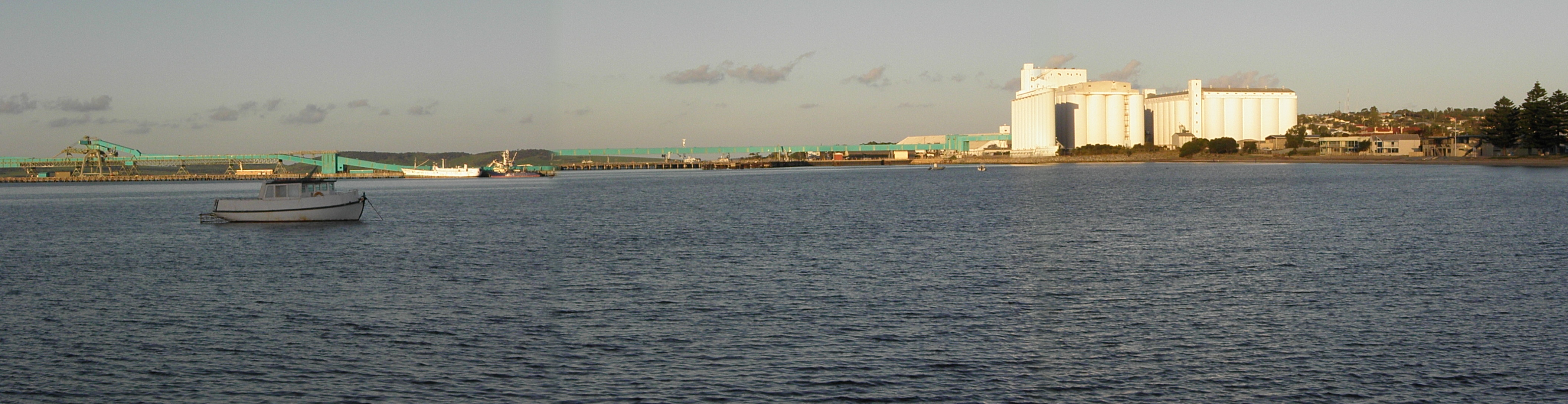
Le port de Port Lincoln.

## Personnalités
- Dean Lukin (1960-), champion olympique d'haltérophilie.
- Kyle Chalmers (1998-), champion olympique de natation.